# راز گنج پنهان
راز گنج پنهان با نام اصلی لیان چنگ جوئه (چینی: 连城诀 پین‌یین: Lián Chéng Jué انگلیسی: Secret of the Linked Cities) نام سریالی چینی به کارگردانی وانگ شین‌مین در ژانر ووشیاست که بر اساس داستانی به همین نام از نویسندهٔ هنگ کنگی جین یونگ در سال ۲۰۰۳ ساخته شده‌است. این سریال در سال ۱۳۸۵ برای اولین بار از شبکه ۵ سیمای جمهوری اسلامی ایران با حذف آهنگ‌های آغازین و پایانی آن پخش شده‌است.

## بازیگران
| نام بازیگر          | نقش              |
| ------------------- | ---------------- |
| وو یوئه             | دی یون           |
| خه می‌تین            | چی فانگ          |
| شو چانگ             | شوئی شنگ         |
| وانگ خای‌دی          | دینگ دیان        |
| لیو شیائو لینگ تونگ | خوا تیگان        |
| دو جی‌گوا            | وان جنشان        |
| چیانگ یونگ‌چن        | وان گوئی         |
| وانگ شی‌خوای         | لینگ توئیتسی     |
| جی چون‌خوا           | شیه دائو لائوتزو |
| یو دونگ‌جیانگ        | چی جانگفا        |
| جانگ لی             | یان داپینگ       |
| یو چنگ‌خوئی          | می نین‌شنگ        |
| گائو بی‌بی           | لینگ شوانگ‌خوا    |
| با تو               | شیا سن‌دائو       |
| جان خه‌ون            | تائو خونگ        |

## داستان
سه شاگرد استاد می نین‌شنگ به نام‌های وان جنشان، یان داپینگ و چی جانگفا برای به دست آوردن کتاب شمشیرزنی ویژهٔ او که بر اساس اشعار سلسلهٔ تانگ نوشته شده و راز گنجی پنهان را در خود دارد اقدام به کشتن او می‌کنند ولی استاد موفق به فرار شده و توسط مرد نیکوصفتی به نام دینگ دیان نجات می‌یابد. ۳ شاگرد علی‌رغم عدم موفقیتشان در کشتن استاد هریک تکه‌ای از کتاب را به دست آورده، آن را در صندوقی گذاشته و درش را قفل می‌نمایند ولی کتاب دزدیده می‌شود. چی و وان، یان داپینگ را متهم به دزدیدن کتاب کرده و او فرار می‌کند. سال‌ها می‌گذرد و دو شاگرد زندگی جدیدی را شروع کرده‌اند. روزی وان جنشان که اینک فرد متمولی شده‌است از چی جانگفا که زندگی ساده‌ای دارد دعوت می‌کند تا بدیدنش رود. چی جانگفا به همراه دخترش فانگ و شاگردش دی یون به منزل او می‌رود. در آنجا وان گوئی، پسر وان جنشان به فانگ علاقه‌مند می‌شود ولی دی یون را سد راه خود می‌بیند. یون ساده‌دل مورد تحقیر و تمسخر او و دیگر شاگردان ون قرار گرفته و در مبارزه از آن‌ها شکست می‌خورد ولی استاد ژنده‌پوشی ناگهان ظاهر شده و فنونی خاص را به او می‌آموزد. در مبارزهٔ بعدی، دی یون موفق به شکست شاگردان استاد وان می‌شود ولی فنون مورد استفادهٔ او همان فنون کتاب گم‌شده‌است. ون جنشان، چی جانگفا را که شگفت‌زده شده به داخل می‌برد تا از او در این باره پرسش کند ولی ناگهان فریادش شنیده می‌شود. خنجری در بدن او فرورفته و اثری از برادر سوم نیست. پس از این اتفاق دی یون نیز به اتهام دزدی به زندان می‌افتد. او روزها شکنجه شده و شب‌ها از هم‌بند خود کتک می‌خورد. ون گوئی به چی فانگ می‌گوید که دی یون بر اثر بیماری مرگباری مرده و با فانگ ازدواج می‌کند. دی یون از شنیدن این خبر چنان غمگین می‌شود که خود را حلق‌آویز می‌سازد ولی توسط هم‌بند خود که کسی جز دینگ دیان نیست نجات می‌یابد. دینگ دیان می‌گوید سال‌ها پیش استادی را که شاگرانش قصد کشتنش را داشته‌اند نجات داده و او نیز پیش از مرگش راز گنجی پنهان را به او گفته است، به همین دلیل توسط قاضی بیدادگری به نام لینگ توئیتسی زندانی شده و شکنجه می‌شود و چون گمان می‌برده که دی یون نیز جاسوس اوست به همین سبب او را می‌زده. سپس از دختر قاضی لینگ شوانگ‌خوا که دلباختهٔ اوست می‌گوید و اینکه نگرانش است. دینگ دیان فنون ویژه‌ای را به دی یون آموخته و شبی از زندان فرار می‌کنند تا به دیدن شوانگ‌خوا بروند ولی با تابوت او مواجه شوند. دینگ دیان بر تابوت دختر زاری می‌کند ولی می‌فهمد که تابوت آغشته به سم است. طی درگیری بعدی با سربازان، دینگ دیان که مجروح شده و سم در بدنش نفوذ کرده می‌میرد ولی از دی یون می‌خواهد که او را در کنار شوانگ‌خوا دفن کند.
دی یون مدتی سرگردان می‌شود و طی واقعه‌ای ملبس به لباس گروه بدنامی به نام شمشیر خونریز شده و مورد ضرب و شتم مردم قرار می‌گیرد ولی توسط رهبر گروه که او را جانشین خود می‌پندارد نجات می‌یابد و به سوی دره‌ای برفی در کوهستان فرار می‌کنند و البته دختری به نام شوئی شنگ را نیز با خود به گروگان می‌برند. پدر دختر که از رزمی‌کاران نیکونام است دیگر برادران رزمی صاحب‌سبک خویش را فراخوانده و برای نجات دختر راه میفتند ولی ریزش بهمنی بین آن‌ها فاصله می‌اندازد. شیه دائو لائوتزو می‌گوید که از دست تعقیب‌کنندگان در امانند ولی باید تا بهار سال آینده صبر کنند تا یخ‌ها آب شده و بتوانند از آن دره خارج شوند؛ ولی ناگهان پدر دختر و ۳ برادر او ظاهر شده و با رهبر گروه شمشیر خونریز درگیر می‌شوند. به غیر از خوا تیگان که بجای مبارزه خود را تسلیم لائوتزو می‌کند ۳ برادر دیگر کشته می‌شوند. شوئی شنگ که از مرگ فجیع پدر خود شوکه شده‌است دی یون را مورد عتاب قرار داده و دی یون هم رهبر گروه شمشیر خونریز را می‌کشد. برادر چهارم که اینک آبروی خود را در خطر می‌بیند سعی در کشتن آندو می‌کند ولی موفق نمی‌شود. سرانجام برف‌ها آب شده و گروه نجات از راه می‌رسد ولی خوا تیگان که حتی از گوشت برادران مردهٔ خود نیز نگذشته و آن‌ها را خورده است شوئی شنگ را به داشتن رابطهٔ نامشروع متهم کرده و با گرفتن ظاهری مهربان به خود اعلام می‌دارد که به احترام برادر درگذشته‌اش سرپرستی او را بر عهده می‌گیرد. دوران سختی برای شوئی شنگ آغاز می‌شود ولی دی یون در طی نبردی موفق به برداشتن نقاب از چهرهٔ واقعی خوان تیگان شده و او را به هلاکت می‌رساند. سپس دی یون به زادگاه خود بازگشته و می‌بیند که به جای خانهٔ روستایی استادش، عمارتی بزرگ ساخته شده و عدهٔ بیشماری در داخل آن مشغول کندن زمین هستند. با دیدن صاحبخانه می‌بیند که او همان استاد ناشناسی است که سال‌ها پیش فنون خاصی را به او آموخت و او کسی نیست جز یان داپینگ. سرانجام دی یون به راز بین استاد خود و ۲ برادر دیگر پی می‌برد. دی یون به دیدن چی فانگ رفته و او می‌فهمد که دی یون زنده است. فانگ به یون می‌گوید که گمان می‌کند پدرش را ون جنشان کشته و بعد چنین عنوان کرده که او فرار کرده‌است. دی یون، ون جنشان و ون گوئی را در فضای پنهان دیوار اتاق ون جنشان زندانی کرده و با چی فانگ فرار می‌کند ولی فانگ به بهانه‌ای بازگشته و شوهر و پدر شوهر خود را آزاد می‌سازد ولی به دست ون گوئی کشته می‌شود. آن دو می‌گریزند و دی یون با جنازهٔ فانگ روبرو می‌شود.
دی یون پس از خاکسپاری فانگ برای ادای دینش بر سر مزار لینگ شوانگ‌خوا می‌رود تا خاکستر دینگ دیان را در کنار او دفن کند ولی درمی‌یابد قاضی سنگدل که از دلباختگی دو جوان به یکدیگر اطلاع داشته دخترش را در تابوت سنگی زنده به گور کرده‌است ولی دختر پیش از مرگ دردناکش شعری را بر در تابوت خویش کنده است که پرده از راز گنج پنهان برمی‌دارد. دی یون با فهمیدن این راز تصمیم می‌گیرد آن را علنی سازد پس بر دیوارهای دروازهٔ ورودی شهر آن را نوشته و به نظاره می‌نشیند. ناگهان ون گوئی را نیز در بین مردمی که جمع شده‌اند می‌بیند و به تعقیب او می‌پردازد. طی درگیری بعدی با ون گوئی و پدرش موفق به کشتن پسر می‌شود ولی ون جنشان فرار می‌کند. با معلوم شدن محل گنج، شهر به هم می‌ریزد و همه به جان یکدیگر می‌افتند. دی یون به محل اختفای آن که معبدی متروک است می‌رود و می‌بیند که یان داپینگ نیز آنجاست. پس در گوشه‌ای پنهان می‌شود و می‌بیند برادر سوم که از پیدا کردن گنج ناامید شده، با عصبانیت بر مجسمهٔ بودا شمشیر کشیده و آن را زخمی می‌سازد. او در آستانهٔ خروج از معبد است که ناگهان شعاع‌هایی نور از خراش‌های روی مجسمه خارج می‌شود. یان داپینگ برمی‌گردد و درمیابد که آن شعاع‌ها چیزی نیست جز درخشش طلا. او هنوز چندان شادمانی نکرده که شمشیری بر پشتش می‌نشیند و دی یون با تعجب می‌بیند که ضارب همان استاد گم‌شدهٔ اوست. چی جانگفا با دیدن بودای طلایی پوزخندی زده و می‌خواهد از آن بالا رود که به‌طور اتفاقی دریچهٔ مخفی دیگری در برابرش گشوده می‌شود. تالاری زیرزمینی با ستون‌ها و آجرهایی از طلای ناب و صندوق‌هایی پر از طلا و جواهر. چی جانگ‌فا شروع به خروج صندوق‌ها می‌کند که برادر اول را در برابر خود می‌بیند. ون جنشان در صدد کشتن برادر سوم برمی‌اید ولی دی یون به کمک استاد خود آمده و چی جانگفا موفق به کشتن ون جنشان می‌شود. دی یون که اینک متوجهٔ حرص و آز استاد خود برای تصاحب گنج شده و حتی از قربانی کردن دخترش نیز ابایی نداشته او را ترک می‌گوید. چی جانگ‌فا دوباره مشغول خارج کردن صندوق‌های دیگر می‌شود که مردم و رزمی‌کاران دیگری که از محل گنج باخبر شده‌اند سر می‌رسند. در مقابل پیکرهٔ بودا که جنگ و خونریزی در برابر او ممنوع است جنگی خونین بر سر تصاحب گنجینه‌ها درمی‌گیرد. چی جانگفا سعی در دور کردن آن‌ها دارد ولی موفق نمی‌شود. در این هنگام قاضی لائوتسی نیز با سربازانش از راه می‌رسند. غارتگران برای لحظه‌ای متوقف می‌شوند ولی طمعشان بر ترسشان چیره شده و دوباره مشغول می‌گردند. حتی سربازان نیز شروع به غارت کرده و مجسمهٔ طلایی بودا را نیز بی‌نصیب نمی‌گذارند؛ ولی چیزی که هیچ‌کدام نمی‌دانند این است که این گنجینه مسموم است و پس از مدتی گروهی از غارتگران از جمله چی جانگفا بر زمین افتاده و جان می‌دهند؛ ولی سایرین همچنان به کار خود ادامه می‌دهند و حتی از ستون‌ها و پایه‌های طلایی که معبد بر آن‌ها استوار است نیز نمی‌گذرند و آن‌ها را نیز از جای درمی‌آورند. با این کار ساختمان معبد که دیگر سست شده کم‌کم شروع به فروریختن می‌کند و مجسمهٔ طلایی و سنگین بودا که آسیب جدی دیده است بر روی قاضی لینگ سنگدل فروافتاده و او را در زیر خود له می‌کند. غارتگران بی‌توجه به ریزش معبد همچنان مشغول به تاراج بردن گنجینه هستند که ناگهان تمام معبد فروریخته و آزمندان را در زیر آوار خود مدفون می‌سازد. دی یون نیز آنجا را ترک کرده و به سوی شوئی شنگ که انتظارش را می‌کشد می‌تازد تا زندگی حدیدی را با او آغاز سازد.